# 近衛第3師團
日本帝國陸軍的近衛第3師團（Konoe Dai-san Shidan）於1944年由第8、第9和第10近衛步兵連隊編成，在第二次世界大戰中被安排留在日本，在保衛本土。

## 師團長
| 任 | 到職日          | 師團長名 | 備考 |
| -- | --------------- | -------- | ---- |
| 1  | 昭和19年7月18日 | 林芳太郎 |      |
| 2  | 昭和20年5月23日 | 山崎清次 |      |

## 隸下部隊
- 近衛步兵第8連隊（東京）
- 近衛步兵第9連隊（甲府）
- 近衛步兵第10連隊（佐倉）